# دالني كونستانتينوفو (نيزنيج نوفغورود)
دالني كونستانتينوفو (بالروسية: Дальнее Константиново) هي مدينة في مقاطعة نيجني نوفغورود أوبلاست في روسيا.
يبلغ عدد سكانها حوالي 4640 نسمة.